# Gemer (pivovar)
Pivovar Gemer je dnes již uzavřený pivovar v Rimavské Sobotě v Banskobystrickém kraji na Slovensku.

## Historie
Pivovar Gemer byl vybudován na základě vládního rozhodnutí v letech 1962-1965, sladovna v letech 1963-1964. Ve svých počátcích vyráběl pivovar 90% 7° světlého a 10° světlého a tmavého. Zbývajících 10% představovala výroba 12° piva světlého a tmavého. V následujících letech se sortiment vyráběných piv zvyšoval až do roku 1976, kdy se výroba ustálila na 90% 12° piva a 10% piv jiných stupňů.
Přes složitý vývoj v 90. letech koupila pivovar v roce 1999 společnost KK Company, která jej následně prodala společnosti Heineken. Po privatizaci se zvýšila výroba sladu na 18 000 tun sladu a výroba piva na 450 000 hl piva ročně. Pivovar podporoval kulturní a společenský život ve stejnojmenném regionu, přispíval na rozvoj fondů pro postižené děti a podporoval sportovní kluby a organizace.
Dne 22. září 2006 oznámilo představenstvo společnosti Heineken Slovensko, že od 4. října 2006 zastaví provoz pivovaru Gemer v Rimavské Sobotě a celou svou výrobní kapacitu soustředí do pivovaru v Hurbanove.

### Export
První export piva začal v roce 1969 do tehdejší Maďarské lidové republiky, kam bylo vyvezena až jedna třetina 12° piva. Dále se exportovalo do Sovětského svazu, Polska a Bulharska. V 90. letech a počátkem 21. století se export zaměřoval na Rumunsko, Rusko, Ukrajinu, Polsko, Litvu, Švédsko a Egypt.

## Produkce
| Rok  | Produkce   |
| ---- | ---------- |
| 2003 | 400 000 hl |
| 2006 | 399 100 hl |

## Galerie
Na pivních táccích a etiketách se často objevovaly znaky Gemerské župy a města Rimavská Sobota.

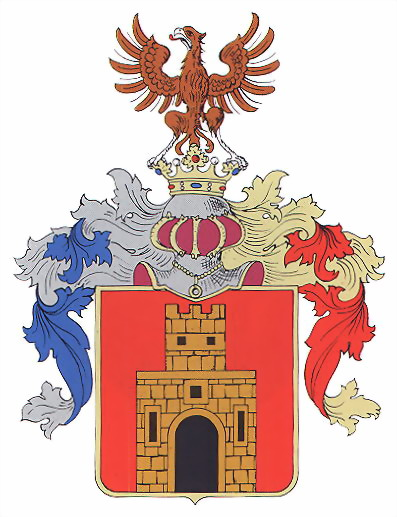
Znak Gemerské župy
Znak Rimavské Soboty